# راجيف سيث
راجيف سيث (5 نوفمبر 1968 بدلهي في الهند - ) هو لاعب كريكت هندي.

## وصلات خارجية
- راجيف سيث على موقع إي آس بي آن كريك إنفو (الإنجليزية)